# پژو ۲۰۸
پژو ۲۰۸ (به انگلیسی: Peugeot 208) یک خودروی سوپرمینی (سگمنت بی در اروپا) ساخته‌شده توسط شرکت پژو است که در نمایشگاه خودرو ژنو سال ۲۰۱۲ رونمایی شد. نخستین ۲۰۸، یک نسخهٔ سه در بود که در سال ۲۰۱۱ در اسلواکی ساخته شد. در ژوئن ۲۰۱۲، نمونه ۵ در این خودرو نیز در دسترس قرار گرفت. ساخت این خودرو در فرانسه، در دو شهر مولوز و پوآسی انجام می‌گیرد. ایران خودرو در سال ۱۳۹۴ اعلام کرد این خودرو را در ایران تولید خواهد کرد.

## نسل اول (ای۹؛ ۲۰۱۲)

### تاریخچه

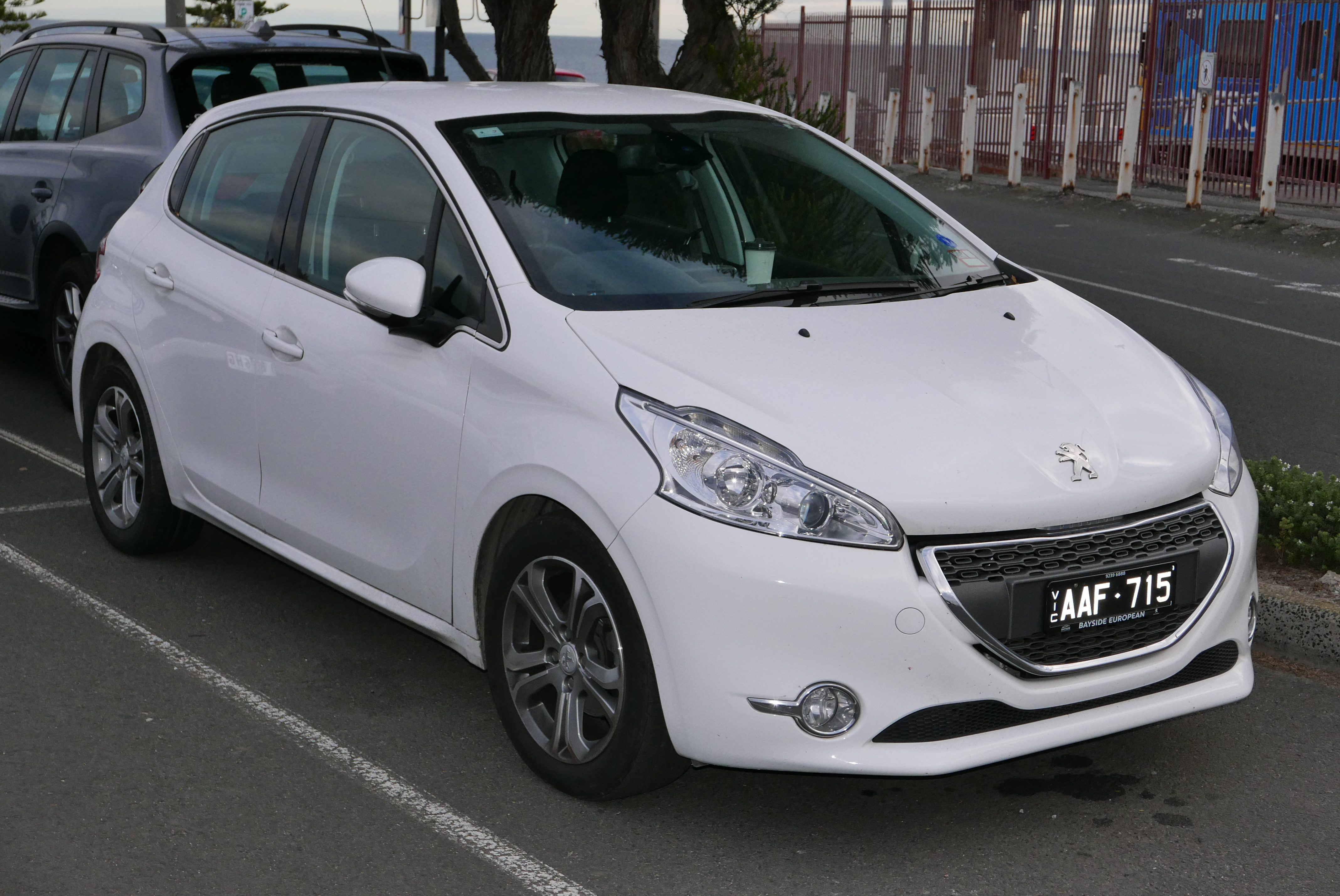
پژو ۲۰۸ نسل اول (از ۲۰۱۲ تا ۲۰۱۵)

پروژه A9 که پروژه طراحی خودروی جایگزین پژو ۲۰۷ بود، در اواخر سال ۲۰۰۷ و بر اساس پلتفرم PSA PF1 توسعه یافت. پژو ۲۰۸، نخستین خودروی پژو از سبک طراحی جدید این شرکت بود. نخستین تصویر رسمی از این خودرو، در ۲ نوامبر سال ۲۰۱۱ منتشر شد و خودرو در نمایشگاه خودروی ژنو در مارس ۲۰۱۲ رونمایی شد. این خودرو درسال‌های ۲۰۱۳، ۲۰۱۴ و ۲۰۱۵ دومین خودروی پرفروش فرانسه لقب گرفت.
فروش این خودرو در برزیل از ۱۳ آوریل ۲۰۱۳ آغاز شد.
پژو در نمایشگاه خودروی فرانکفورت در سال ۲۰۱۳ از نسخه مفهومی HYbrid FE رونمایی کرد که به موتور هیبرید گازوئیل مجهز بود.
در پایان سال ۲۰۱۵، یک مدل از پژو ۲۰۸ با موتور دیزل ۱۶۰۰ سی‌سی، رکورد جدیدی از مصرف سوخت در مسافت طولانی ایجاد کرد. این خودرو توانست با ۴۳ لیتر سوخت، مسافت ۲٬۱۵۲ کیلومتر را طی کند و رکورد مصرف ۲ لیتر به ازای هر ۱۰۰ کیلومتر را ایجاد کند.
در سال ۲۰۱۶، پژو در نمایشگاه خودروی سائو پائولو از دو کانسپت از پژو ۲۰۸ و ۲۰۰۸ به نام‌های Pyrit و Kyanit رونمایی کرد که وجه تمایز کانسپت ۲۰۸Pyrit از نمونهٔ اصلی، رنگ ترکیبی مشکی-مسی مات، چراغ‌های دی لایت، راهنماهای ال‌ای‌دی، اگزوز متفاوت و رینگ‌های ویژه بود.

### طراحی

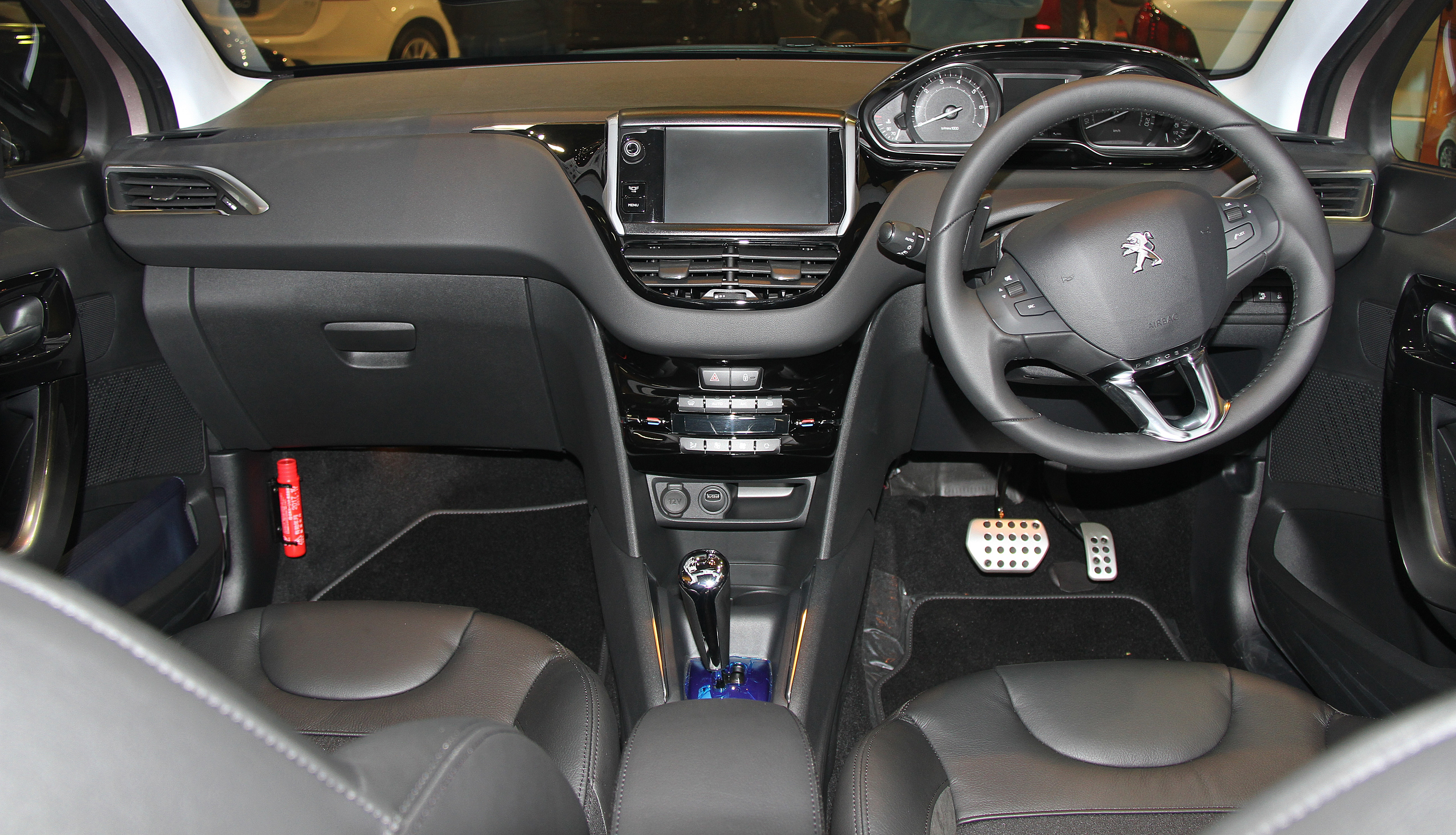
طراحی داخلی پژو ۲۰۸ نسل اول

پژو ۲۰۸ درمقایسه با نسل پیشین خود یعنی پژو ۲۰۷، به‌طور متوسط ۱۱۰ کیلوگرم سبک‌تر است درحالی که فضای بیشتری را برای سرنشینان فراهم می‌کند. حجم صندوق در این خودرو ۲۸۵ لیتر است که ۱۵ لیتر از پژو ۲۰۷ بیشتر است. همچنین فضای پا برای سرنشینان عقب، به میزان ۵ سانتی‌متر بیشتر از پژو ۲۰۷ است. ارتفاع این خودرو، ۷ سانتی‌متر از مدل پیشین کوتاه‌تر و طول آن، ۱ سانتی‌متر کمتر از مدل پیشین آن یعنی پژو ۲۰۷ است. با این حال، تمام ابعاد و اندازه‌های پژو ۲۰۸، بزرگتر از پژو ۲۰۶ است. طراحی این خودرو با هدایت پیر آرتیر انجام گرفته و سیلویان هنری نیز طراحی خارجی خودرو را برعهده داشته‌است. آدام بازیدلو مسئولیت طراحی داخلی خودرو و رنگ و طرح ادوات داخلی توسط ماری سانو انجام گرفته‌است. خودرو در بعضی از مدل‌ها، از یک مانیتور تبلت مانند و سقف پانورامای شیشه‌ای با نورپردازی ال ای دی بهره می‌برد. این خودرو با ضریب درگ ۰٫۲۹ دارای طراحی آیرودینامیک است.
فرمان کوچک این خودرو به راننده احساس چابکی می‌دهد. این خودرو مجهز به یک صفحه نمایش لمسی در وسط داشبورد است که کنترل ادوات داخل خودرو را برعهده داشته و دسترسی به آن ارگونومیک و آسان است.

### مشخصات
بهترین نسخهٔ نسل اول ۲۰۸ دارای موتور ۱۶۰۰ پرقدرت است که توان خروجی ۲۰۸ اسب بخار دارد. در حالی این توان خروجی بدست می‌آید که وزن این خودرو نزدیک به یک هزار کیلوگرم سنگینی دارد. این هاچ‌بک پژو که از نوادگان ۲۰۶ به‌شمار می‌آید، طول ۳ متر و ۹۷۲ میلی‌متر، عرض یک متر و ۷۴۰ میلی‌متر و ارتفاع یک متر و ۴۶۰ میلی‌متر دارد. ۲۰۸ از جعبه‌دنده‌های ۵ و ۶ سرعته دستی و ۴، ۵ و ۶ سرعته خودکار استفاده می‌کند. حداکثر سرعت این خودرو در مدل ۲۰۸ اسب بخاری، بر روی ۲۳۰ کیلومتر بر ساعت محدود شده‌است و می‌تواند شتاب صفر تا ۱۰۰ کیلومتر بر ساعت را در ۶٫۵ ثانیه می‌پیماید. مصرف پژو ۲۰۸ در شهر ۷٫۱، در اتوبان ۴٫۶ و در سیکل ترکیبی ۵٫۶ لیتر در ۱۰۰ کیلومتر است.

### ایمنی
پژو ۲۰۸ در سال ۲۰۱۲ توسط مؤسسه یورو ان‌سی‌ای‌پی مورد تست تصادف قرار گرفت و توانست ۵ ستاره از ۵ ستاره ایمنی در تصادفات را کسب کند که شامل ۸۸٪ ایمنی برای سرنشینان، ۷۸٪ ایمنی کودکان، ۶۱٪ عابرین پیاده و ۸۳٪ در بخش ایمنی خودرو قبل از تصادف می‌شود.
| نتایج تست پژو ۲۰۱۲                          |     |
| امتیاز مجموع کسب شده از مؤسسه یورو ان‌سی‌ای‌پی |     |
| حفاظت از سرنشینان                           | ۸۸٪ |
| ایمنی کودک                                  | ۷۸٪ |
| حفاظت از عابر پیاده                         | ۶۱٪ |
| ایمنی فعال                                  | ۸۳٪ |

### تعداد فروش
| سال        | ۲۰۱۱ | ۲۰۱۲    | ۲۰۱۳    | ۲۰۱۴    | ۲۰۱۵    | ۲۰۱۶    |
| تعداد فروش | ۶۳۱  | ۲۲۰٬۷۷۴ | ۳۳۴٬۴۳۹ | ۳۱۴٬۷۳۰ | ۳۱۶٬۵۴۰ | ۳۳۵٬۸۶۰ |

## نسل دوم (پی۲۱؛ ۲۰۱۹)
نسل دوم پژو ۲۰۸ در مارس ۲۰۱۹ در نمایشگاه نمایشگاه خودرو ژنو به نمایش گذاشته شد و فروش آن از تابستان همان سال در اروپا آغاز گشت.  نسخهٔ تمام برقی این خودرو که ئی-۲۰۸ نام دارد نیز در این نمایشگاه به نمایش گذاشته شد. نسل دوم پژو ۲۰۸ را می‌توان با موتورهای بنزینی، دیزل و برقی سفارش داد.
در این نسل، پلت‌فرم ۲۰۸ از پلت‌فرم قدیمی‌تر PF1 به پلت‌فرم مشترک مدولار (CMP; Common Modular Platform) که با ۲۰۰۸، دی‌اس۳ کراس‌بک و اوپل کورسا مشترک است تغییر کرد. این تغییر به مهندسان پژو اجازه داد تا در حدود ۳۰ کیلوگرم (۶۶ پوند)  از وزن خودرو بکاهند. پلت‌فرم توسعه‌یافته جدید همچنین آیرودینامیک و راحتی خودرو را افزایش داده است و ادعا می‌شود که سطوح سر و صدا، لرزش و سختی (NVH) در این مدل نسبت به نسل قبلی خود کاهش یافته است.
فضای داخلی ۲۰۸ نیز با آی-کاکپیت پژو به‌روز شده‌است که دارای دسته ابزار دیجیتال، طراحی فرمان کوچک‌تر و نمایشگر لمسی در اندازه‌های مختلف است. در داخل این خودرو دکمه‌ها و سوئیچ‌های فیزیکی به حداقل رسیده اند، زیرا اکثر کنترل‌ها در سیستم اطلاعات سرگرمی ادغام شده اند. این خودرو همچنین با سیستم‌های پیشرفته کمک راننده اختیاری از جمله کنترل پیمایش سازگار، سامانه پارک خودکار خودرو و نمایشگر نقطه کور در دسترس است. مدل‌های مجهز به گیربکس دستی دارای قابلیت کروز کنترل با حداقل سرعت ۱۸ مایل بر ساعت (۲۹ کیلومتر بر ساعت) هستند. همچنین مدل‌های اتوماتیک و ئی-۲۰۸ نیز می‌توانند خودرو را تا حد توقف کنترل کنند.
این خودرو با کسب ۲۸۱ امتیاز توانست به‌عنوان خودروی سال اروپا در سال ۲۰۲۰ انتخاب شود.

### نگارخانه

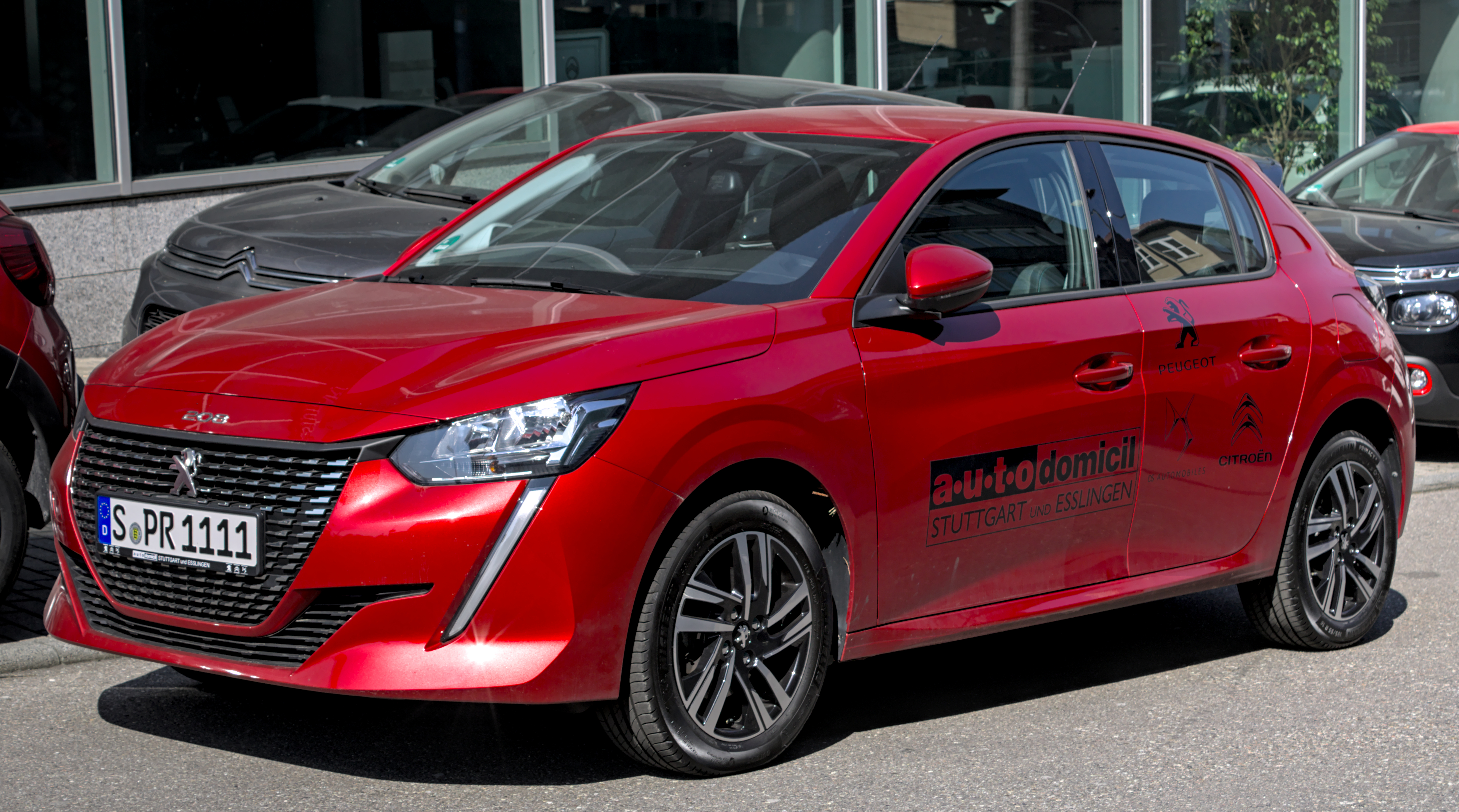
۲۰۸ نسل دوم
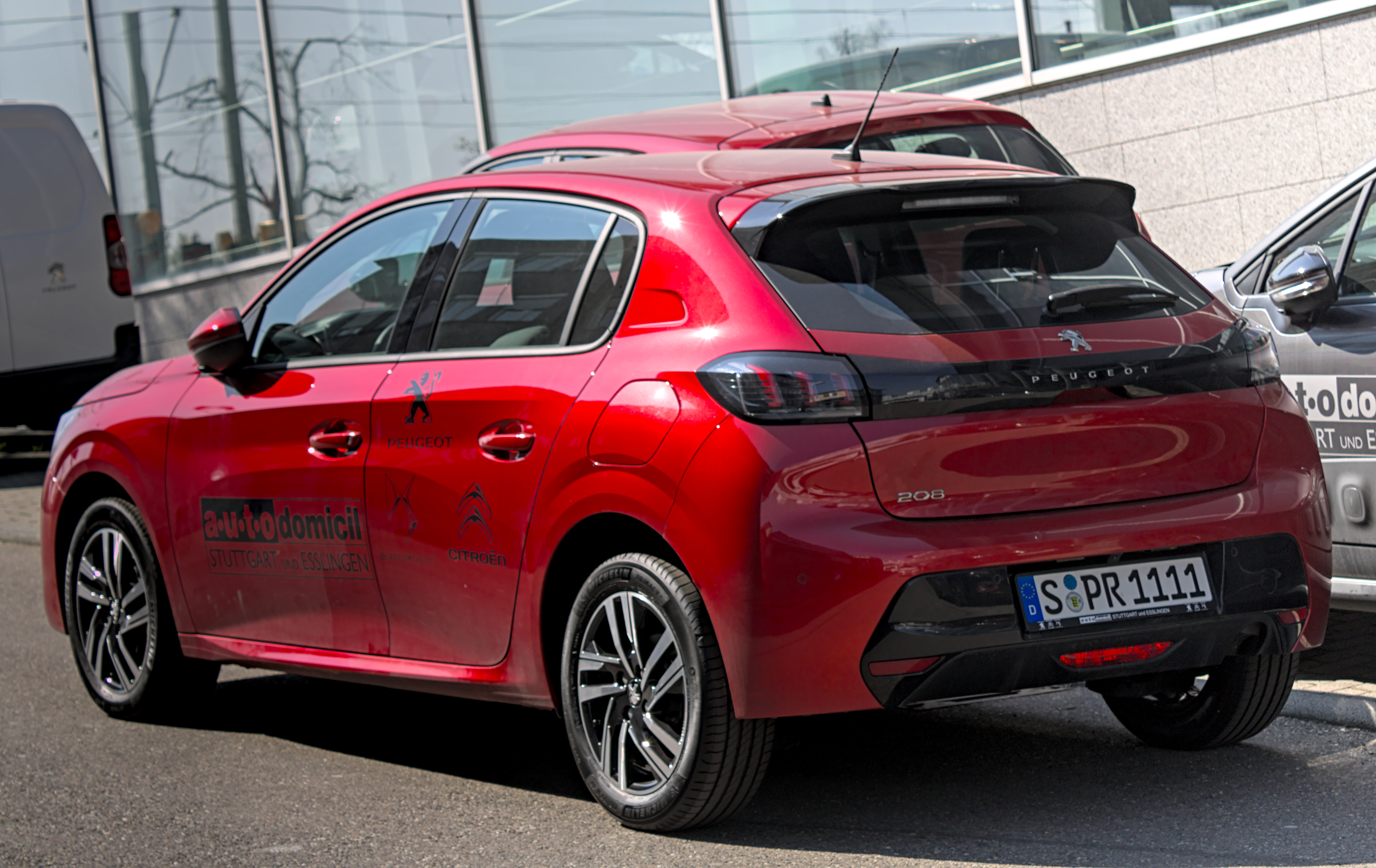
نمای پشت ۲۰۸ نسل دوم
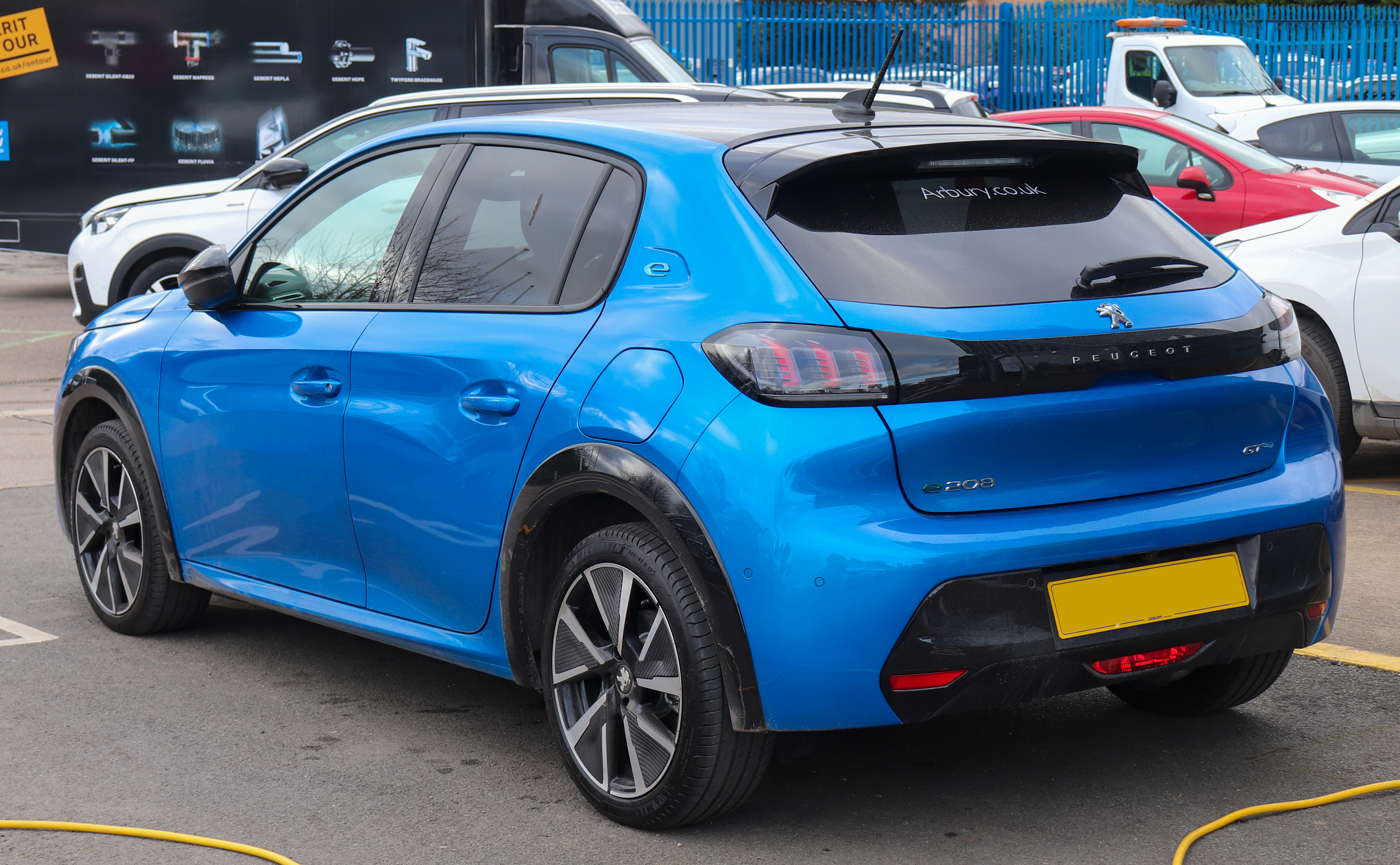
نمای پشت ۲۰۸ نسل دوم، نسخهٔ ئی-۲۰۸
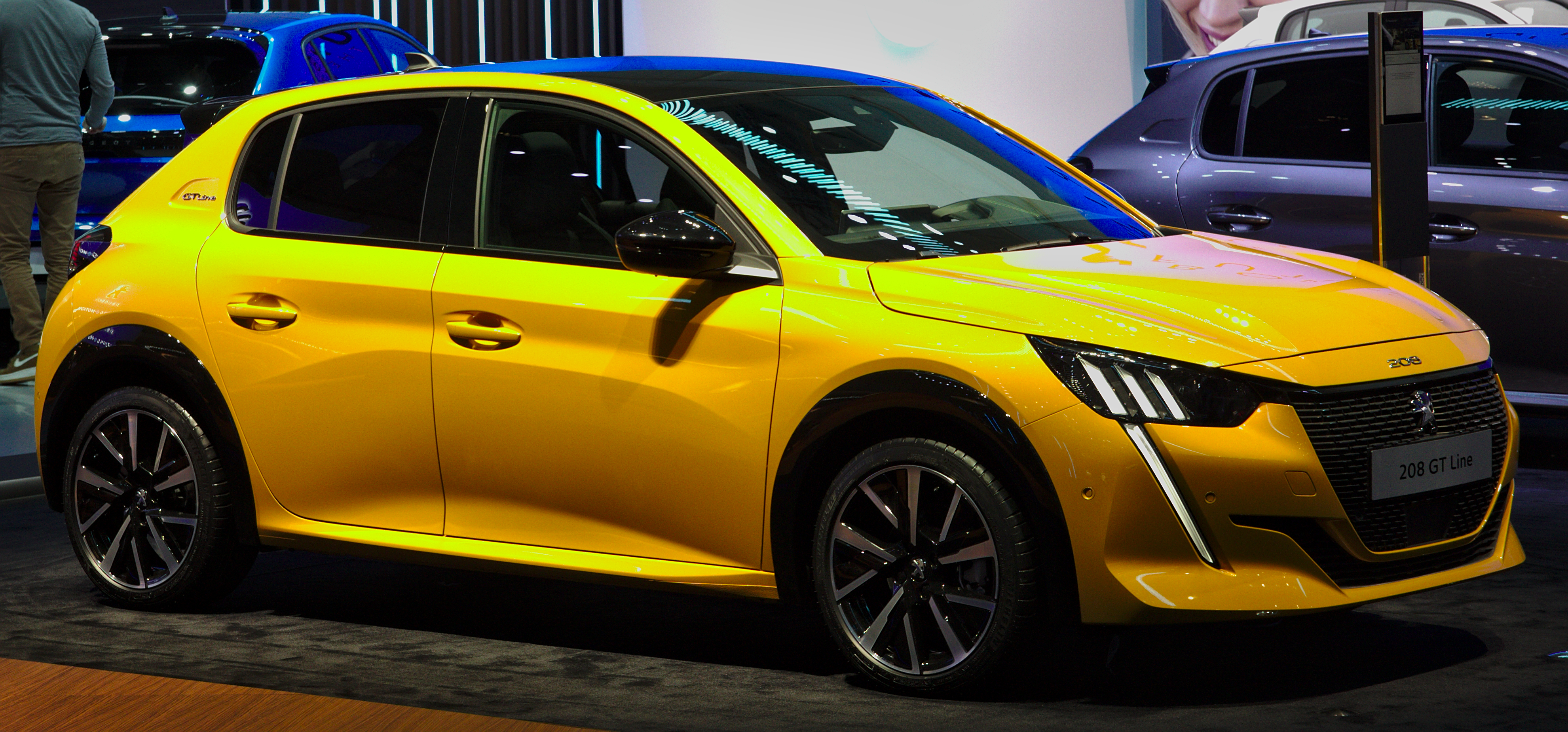
۲۰۸ نسل دوم، نسخهٔ جی‌تی لاین
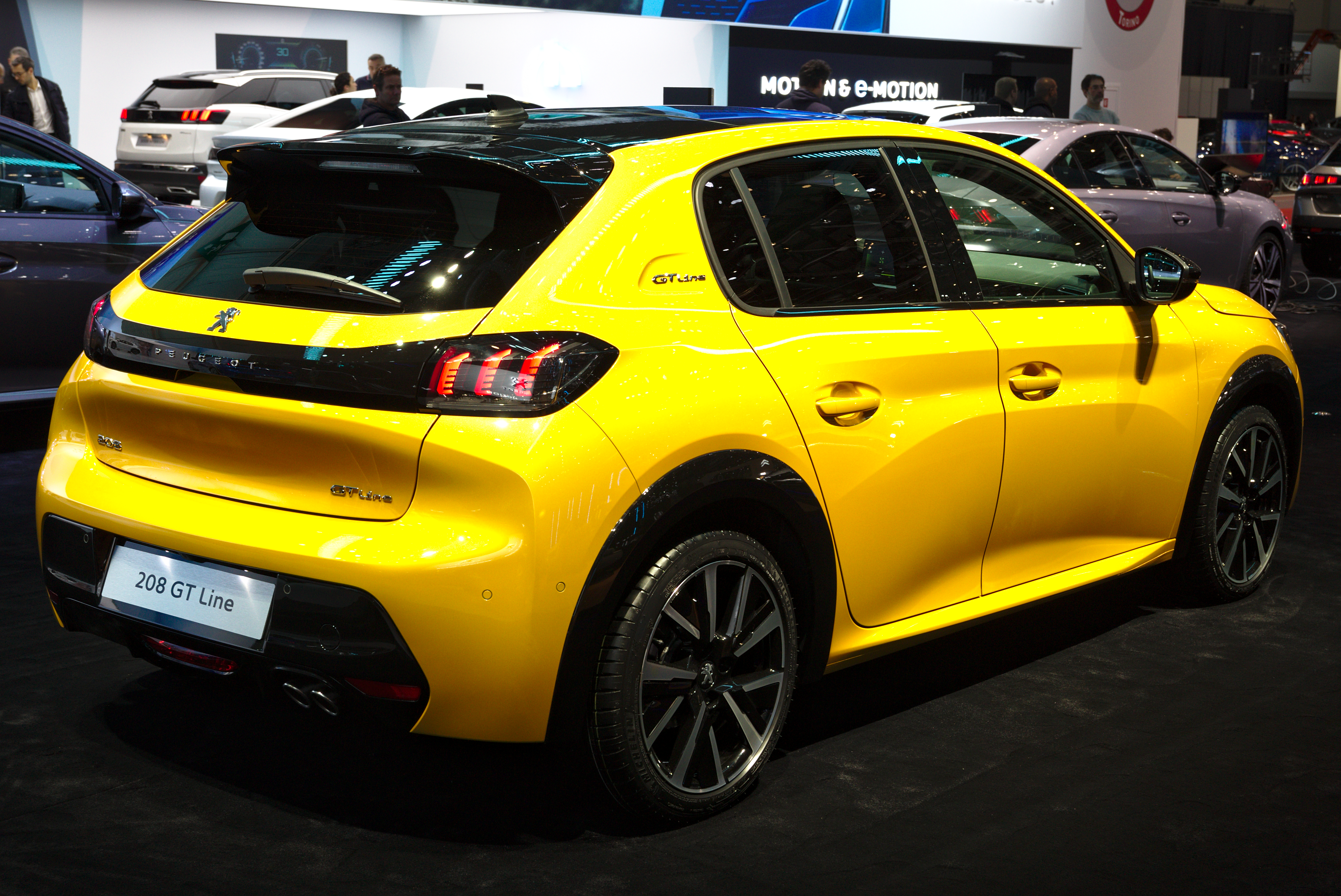
نمای پشت ۲۰۸ نسل دوم، نسخهٔ جی‌تی لاین
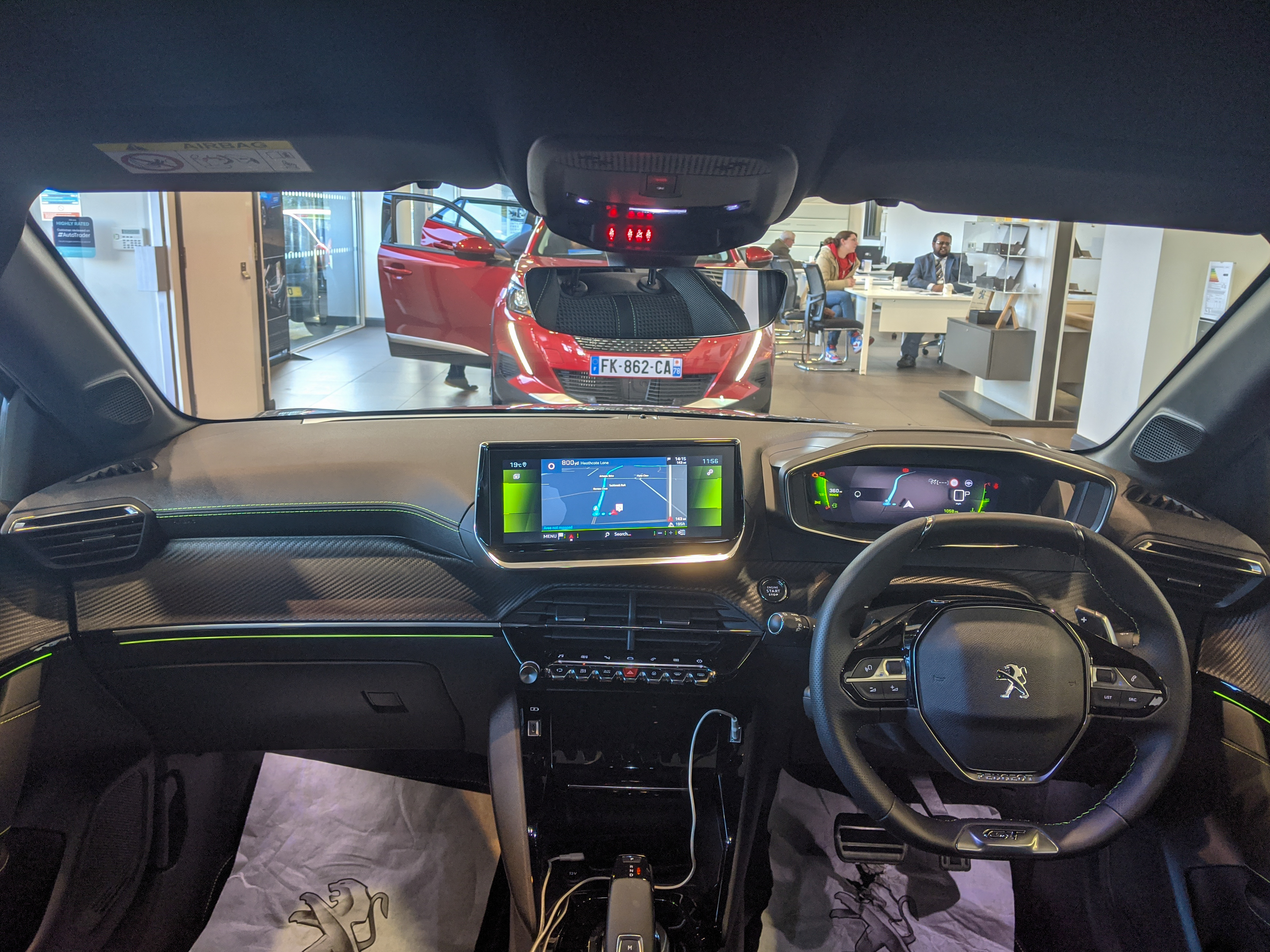
نمای داخلی ۲۰۸ نسل دوم، نسخهٔ جی‌تی لاین

### موتورها
| موتورهای بنزینی             | موتورهای بنزینی                          | موتورهای بنزینی | موتورهای بنزینی | موتورهای بنزینی                        | موتورهای بنزینی | موتورهای بنزینی              | موتورهای بنزینی |
| مدل                         | نوع                                      | قدرت، گشتاور | شتاب ۰ تا ۱۰۰   | نهایت سرعت                             | جعبه‌دنده        | آلایندگی کربن دی‌اکسید (g/km) | سال‌ها           |
| --------------------------- | ---------------------------------------- | --- | --------------- | -------------------------------------- | --------------- | ---------------------------- | --------------- |
| 1.2 PureTech 75 S&S         | ۱٬۱۹۹ سانتی‌متر مکعب (۷۳٫۲ اینچ مکعب) آی۳ | ۷۴ اسب بخار (۵۵ کیلووات؛ ۷۵ اسب بخار متری) در ۵۷۵۰ دور در دقیقه، ۱۱۸ نیوتن متر (۸۷ پوند-فوت) در ۲۷۵۰ دور در دقیقه    | ۱۳٫۲            | ۱۰۲ مایل بر ساعت (۱۶۴ کیلومتر بر ساعت) | ۵ دندهٔ دستی     | ۹۳–۹۸                        | ۲۰۱۹–           |
| 1.2 PureTech 100 S&S        | ۱٬۱۹۹ سانتی‌متر مکعب (۷۳٫۲ اینچ مکعب) آی۳ | ۱۰۰ اسب بخار (۷۵ کیلووات؛ ۱۰۱ اسب بخار متری) در ۵۵۰۰ دور در دقیقه، ۲۰۵ نیوتن متر (۱۵۱ پوند-فوت) در ۱۷۵۰ دور در دقیقه | ۹٫۹             | ۱۱۷ مایل بر ساعت (۱۸۸ کیلومتر بر ساعت) | ۶ دندهٔ دستی     | ۹۶–۱۰۲                       | ۲۰۱۹–           |
| 1.2 PureTech 100 EAT8 S&S   | ۱٬۱۹۹ سانتی‌متر مکعب (۷۳٫۲ اینچ مکعب) آی۳ | ۱۰۰ اسب بخار (۷۵ کیلووات؛ ۱۰۱ اسب بخار متری) در ۵۵۰۰ دور در دقیقه، ۲۰۵ نیوتن متر (۱۵۱ پوند-فوت) در ۱۷۵۰ دور در دقیقه | ۱۰٫۸            | ۱۱۷ مایل بر ساعت (۱۸۸ کیلومتر بر ساعت) | ۸ دندهٔ اتوماتیک | ۹۷–۱۰۴                       | ۲۰۱۹–           |
| 1.2 PureTech 130 EAT8 S&S   | ۱٬۱۹۹ سانتی‌متر مکعب (۷۳٫۲ اینچ مکعب) آی۳ | ۱۲۹ اسب بخار (۹۶ کیلووات؛ ۱۳۱ اسب بخار متری) در ۵۵۰۰ دور در دقیقه، ۲۳۰ نیوتن متر (۱۷۰ پوند-فوت) در ۱۷۵۰ دور در دقیقه | ۸٫۷             | ۱۲۹ مایل بر ساعت (۲۰۸ کیلومتر بر ساعت) | ۸ دندهٔ اتوماتیک | ۱۰۱–۱۰۸                      | ۲۰۱۹–           |
| موتورهای دیزلی              |                                          | |                 |                                        |                 |                              |                 |
| 1.5 BlueHDi 100             | ۱٬۴۹۹ سانتی‌متر مکعب (۹۱٫۵ اینچ مکعب) آی۴ | ۱۰۰ اسب بخار (۷۵ کیلووات؛ ۱۰۱ اسب بخار متری) در ۳۵۰۰ دور در دقیقه، ۲۵۰ نیوتن متر (۱۸۴ پوند-فوت) در ۱۷۵۰ دور در دقیقه | ۱۰٫۲            | ۱۱۷ مایل بر ساعت (۱۸۸ کیلومتر بر ساعت) | ۶ دندهٔ دستی     | ۸۴–۹۲                        | ۲۰۱۹–           |
| موتورهای الکتریکی (ئی-۲۰۸)  |                                          | |                 |                                        |                 |                              |                 |
| نوع باتری                   | نوع باتری                                | قدرت، گشتاور | شتاب ۰ تا ۱۰۰   | نهایت سرعت                             | گیربکس          | پیمایش (WLTP)                | سال‌ها           |
| باتری لیتیم یون ۵۰ کیلوواتی | باتری لیتیم یون ۵۰ کیلوواتی              | ۱۵۰ اسب بخار (۱۱۲ کیلووات؛ ۱۵۲ اسب بخار متری)، ۲۶۰–۳۰۰ نیوتن متر (۱۹۲–۲۲۱ پوند-فوت)                                  | ۷               | ۱۲۰ مایل بر ساعت (۱۹۰ کیلومتر بر ساعت) | ۱ دندهٔ اتوماتیک | ۲۱۷ مایل (۳۴۹ کیلومتر)       | ۲۰۱۹–           |